# Sphaeranthus similis
Sphaeranthus similis là một loài thực vật có hoa trong họ Cúc. Loài này được Kers miêu tả khoa học đầu tiên năm 1969.